# Msindo (Same)
Msindo ist ein Verwaltungsbezirk (Ward) des Distrikts Same in der tansanischen Region Kilimandscharo.

## Geografie
Msindo liegt im Nordosten von Tansania im Südlichen Pare-Gebirge. Der Norden und der Osten liegen rund 800 Meter über dem Meeresspiegel, dann steigt das Land rasch auf über 1500 Meter an, die höchste Erhebung im Südwesten ist über 2000 Meter hoch.
Der Bezirk grenzt im Nordosten an Kisiwani, im Osten an Maore, im Südosten an Vuje, im Süden an Chome und im Westen an Vudee und Mshewa. Bei der Volkszählung 2022 lebten 5810 Menschen in 1443 Haushalten auf einer Fläche von 46 Quadratkilometern.

## Gliederung
Der Bezirk besteht aus drei Gemeinden (Mtaa) mit 18 Orten (Kitongoji):
| Duma - Kiruka - Mpare - Ngurunga - Mabweni - Mararo - Mtango | Msindo - Mavarengera - Bisya Mhake - Mvengweni - Kilombero - Nguruta - Mtunguja/Mpungini | Mbakweni - Ikongwe A - Ikongwe B - Mbaweni Juu - Mbakweni Chini - Ngumba Juu - Ngumba Chini |

## Wirtschaft und Infrastruktur
- Bildung: Im Bezirk liegen zwei weiterführende Schulen. Die Madiveni Secondary School ist eine staatliche Schule, die Mädchen und Burschen bis zur 4. Stufe ausbildet.[8] Die von der katholischen Kirche geleitete St. Leonard Secondary School bietet ebenfalls eine Ausbildung bis zur 4. Stufe an.[9][10]
- Gesundheit: Die staatliche Apotheke im Ort Mbakweni führt auch größere chirurgische Eingriffe durch.[11]